# Cocalodes expers
Cocalodes expers là một loài nhện trong họ Salticidae.
Loài này thuộc chi Cocalodes. Cocalodes expers được Fred R. Wanless miêu tả năm 1982.